# SART3
El antígeno del carcinoma de células escamosas reconocido por las células T 3 es una proteína que en humanos está codificada por el gen SART3 .
La proteína codificada por este gen es una proteína nuclear de unión a ARN que es un antígeno de rechazo de tumores. Este antígeno posee epítopos tumorales capaces de inducir linfocitos T citotóxicos específicos de tumor y restringidos por HLA-A24 en pacientes con cáncer y puede ser útil para inmunoterapia específica. Se ha descubierto que este producto génico es un factor celular importante para la expresión del gen del VIH-1 y la replicación viral. También se asocia transitoriamente con snRNP de U6 y U4 / U6 durante la fase de reciclaje del ciclo del espliceosoma. Se cree que esta proteína codificada está involucrada en la regulación del corte y empalme del ARNm.

## Interacciones
Se ha demostrado que SART3 interactúa con RNPS1 y el receptor de andrógenos .